# پیازی اسمیث (دهانه)
پیازی اسمیث یک دهانه برخوردی در ماه‌ است.